# Тревильо
Тревѝльо (на италиански: Treviglio, на източноломбардски: Treì, Треи) е град и община в Северна Италия, провинция Бергамо, регион Ломбардия. Разположен е на 125 m надморска височина. Населението на общината е 29 337 души (към 2014 г.).